# Michael von Rosen
Adolf Göran Michael Alexander von Rosen, född 23 maj 1939 i Östersund, är en svensk greve och pensionerad officer i flygvapnet.

## Biografi
von Rosen blev fänrik i flygvapnet 1961. Han befordrades till löjtnant 1963, till kapten 1969, till major 1972, till överstelöjtnant 1975, till överste 1984 och till överste av 1:a graden 1987.
von Rosen inledde sin militära karriär i flygvapnet 1958–1959, då han utbildade sig till flygförare. 1960–1961 utbildade han sig till officers vid Flygkadettskolan (F 20). 1963 tjänstgjorde han som flygförare i 22 U.N. Fighter Squadron (F 22) i Kongo. När han återkom till Sverige senare delen av 1963, kom han att tjänstgöra vid Skånska flygflottiljen (F 10). Där han 1966–1968 kom att tjänstgöra som divisionschef. 1968–1970 utbildade han sig vid Flyglinjen på Militärhögskolan. 1970–1972 tjänstgjorde han som lärare vid Flygvapnets Krigsskola (F 20). 1972–1976 tjänstgjorde han på Operationsavdelningen vid Försvarsstaben. 1976–1977 var han flygchef vid Skånska flygflottiljen (F 10). 1977–1981 var han chef för Flygvapnets bomb- och skjutskola (FBS). 1981–1984 var han chef för Utbildningsavdelningen vid Flygstaben. 1984 genomgick han chefskursen vid Militärhögskolan. 1984–1987 var han ställföreträdande sektorflottiljchef och tillika flottiljchef för Jämtlands flygflottilj (F 4/Se NN). 1987–1990 var han chef för Försvarets flygsäkerhetsinspektion. 1991–1994 var han flygattaché i Washington DC. von Rosen lämnade Försvarsmakten 1994.
Michael von Rosen tillhär ätten von Rosen. Han är son till Adolf von Rosen.